# Ci rivedremo all'inferno (romanzo)
Ci rivedremo all'inferno (Shout at the Devil) è un romanzo d'avventura scritto da Wilbur Smith e pubblicato nel 1968.

## Trama
Mozambico, 1912. Flynn Patrick O'Flynn, avventuriero di origine irlandese, ma di nazionalità statunitense, è un vecchio briccone, gran bevitore e gran cacciatore, trafficante d'avorio, che ha la sua base operativa in Mozambico, in territorio portoghese. 
Sebastian Oldsmith è un giovane inglese di buona famiglia, un tipo sportivo, ma un po' sprovveduto, partito dalla madrepatria per far fortuna in Australia. Durante una sosta forzata a Zanzibar, viene cooptato in maniera subdola da Flynn per una incursione nella colonia tedesca del Tanganica: mentre il primo sarà impegnato a cacciare di frodo gli elefanti e a far incetta delle zanne, Sebastian dovrà condurre un'imbarcazione su un'isoletta presso la foce del fiume Rufiji per caricare l'avorio e poter poi fuggire via mare.
Herman Fleischer, commissario imperiale tedesco per la provincia meridionale del Tanganica, è un uomo dispotico e avido, amante del cibo e della vita comoda. Giuntagli notizia della presenza di Flynn che, da anni, cerca inutilmente di sorprendere nel suo territorio per impiccarlo, parte all'inseguimento con un corpo di ascari. Nonostante Flynn e Sebastian riescano a raggiungere il mare aperto, Fleischer riesce a convincere il comandante del Blücher, un incrociatore tedesco, a speronare la loro imbarcazione.
Rosa O'Flynn è la giovane e bella figlia di Flynn che vive a Lalapanzi, il villaggio non lontano dal fiume Rovuma, dal quale il padre parte per le sue scorrerie e al quale anche stavolta ritorna, sebbene malconcio e a mani vuote, ma in compagnia dell'inglese.
Ben presto Flynn progetta nuove imprese ai danni dei tedeschi coinvolgendo sempre più Sebastian che, nel frattempo, si innamora di Rosa e lei di lui. Questi ultimi, al ritorno di Sebastian da una fortunata e redditizia missione, riescono a sposarsi. Rosa, rimasta incinta, darà alla luce una bambina.
L'ultima prodezza dei due contro la residenza del commissario rimasta incustodita, però, avviene alla vigilia del primo conflitto mondiale e il tedesco, una volta dichiarata la guerra, non esita a varcare il confine con la colonia portoghese, in quanto paese nemico, e distrugge Lalapanzi facendo strage degli abitanti. Anche la bambina di Rosa viene uccisa in modo brutale, mentre la madre viene lasciata in vita. Solo al rientro di Flynn e Sebastian, la piccola viene seppellita e, sulla sua tomba, in tre giurano vendetta.
Nominato maggiore dell'esercito portoghese, Flynn con la figlia, il genero e alcuni fidati indigeni compie continue scorribande in territorio nemico, tentando di mettere le mani su Fleischer. 
Nel mentre la guerra si combatte anche sui mari e il Blücher in uno scontro navale, pur riuscendo ad affondare due unità inglesi, riporta gravi danni per cui cerca rifugio nel delta del Rufiji e qui dovrà restare nascosto durante il lungo periodo occorrente per le riparazioni.
Flynn e i suoi, però, intercettano una colonna di portatori che trasportano le lamiere necessarie per ricostruire la prua dell'incrociatore e, da questa informazione, il comando navale inglese capisce, avendone poi conferma da un sorvolo aereo, dove si trova il Blücher.
Sebastian, grazie ad una tintura indelebile, viene camuffato come un portatore indigeno e riesce a salire sull'incrociatore tedesco una prima volta per osservare a che punto sono le riparazioni e una seconda per piazzare una bomba a orologeria nel deposito munizioni. Flynn e Rosa, intanto, vengono catturati da Fleischer che fa impiccare Flynn e porta Rosa sul Blücher. Sebastian, dopo essersi già messo al sicuro, quando viene a sapere che la moglie è sulla nave ormai condannata, sale una terza volta per un disperato tentativo di salvarla. Ferito gravemente, viene portato in infermeria dove si trova anche Rosa: i due muoiono mano nella mano, pochi istanti dopo che Rosa ha rivelato a Fleischer l'imminente deflagrazione e, dunque, il compimento della vendetta.

## Contesto storico
La storia si ispira molto liberamente alla vicenda dell'incrociatore leggero tedesco Königsberg che nel luglio 1915 fu effettivamente affondato dagli inglesi nel delta del Rufiji. Tuttavia la nave tedesca citata nel romanzo è l'incrociatore pesante Blücher che, pur facente parte della flotta tedesca dell'epoca, fu affondato dagli inglesi nel Mare del Nord nel gennaio 1915. 

## Trasposizione cinematografica
Nel 1976 venne realizzato, con l'omonimo titolo del romanzo, un film britannico diretto da Peter R. Hunt con Lee Marvin nei panni di Flynn, Roger Moore (Sebastian), Barbara Parkins (Rosa) e Reinhard Kolldehoff (Fleischer).

## Edizioni
- Wilbur Smith, Ci rivedremo all'inferno, su abebooks.it, Garzanti, 1976 prima pubblicazione in Italia. URL consultato il 9 gennaio 2017.

- Wilbur Smith, Ci rivedremo all'inferno, traduzione di Tullia Roghi, La Gaja scienza, Longanesi, 27 marzo 1998,  p. 350, ISBN 9788830414860.

- Wilbur Smith, Ci rivedremo all'inferno, traduzione di Tullia Roghi, collana TEA, Longanesi, 2000,  p. 350, ISBN 88-7818-366-0.

- Wilbur Smith, Ci rivedremo all'inferno, traduzione di Tullia Roghi, Teadue, TEA, 2000,  p. 346, ISBN 9788878183667.

- Wilbur Smith, Ci rivedremo all'inferno, traduzione di Tullia Roghi, Best TEA, TEA, 29 ottobre 2009,  p. 309, ISBN 9788850219674.

- Wilbur Smith, Ci rivedremo all'inferno, traduzione di Tullia Roghi, Tea più, TEA, 4 ottobre 2018,  p. 346, ISBN 9788850251551.

- Wilbur Smith, Ci rivedremo all'inferno, traduzione di Tullia Roghi, Super TEA, TEA, 14 ottobre 2021,  p. 368, ISBN 9788850260874.